# Glomus segmentatum
Glomus segmentatum är en svampart som beskrevs av Trappe, Spooner & Ivory 1979. Glomus segmentatum ingår i släktet Glomus och familjen Glomeraceae.   Inga underarter finns listade i Catalogue of Life.